# هايوود ريفرز
هايوود ريفرز (بالإنجليزية: Haywood Rivers)‏ هو فنان أمريكي، ولد في 8 مايو 1922، وتوفي في 27 ديسمبر 2001.